# Forrest Li
Forrest Li Xiaodong (né en 1977 ou 1978) est un homme d'affaires milliardaire singapourien d'origine chinoise, fondateur de Garena et Shopee.

## Biographie
Né à Tianjin, en Chine, Li a émigré à Singapour peu après avoir obtenu un diplôme d'ingénieur de l'Université Jiao-tong de Shanghai, et un MBA de la Stanford Graduate School of Business.
En mars 2019, après que le prix de l'action de sa société Internet grand public Sea Ltd a augmenté de 45 %, la valeur nette de Li a augmenté à plus d'un milliard de dollars.
Li est un fan de football. Il est le président des Lion City Sailors, un club de football du Championnat de Singapour de football qui a été acquis par Sea en 2020,.

## Vie privée
Li est marié et vit à Singapour. Li est apparu sur la couverture d'août 2020 de Forbes Asia, l'édition asiatique du magazine Forbes. Selon le Bloomberg Billionaires Index, la valeur nette de Li était estimée à 19,8 milliards de dollars américains en août 2021, ce qui en fait la personne la plus riche de Singapour. 